# Rowland Hill
Rowland Hill, GCB, FRS (Kidderminster, 3 de dezembro de 1795 - Hampstead, 27 de agosto de 1879) foi um professor e reformista britânico. foi o idealizador do selo postal, quando teve a ideia de sugerir à coroa britânica a criação de uma taxa a ser paga adiantadamente para portear uma correspondência. Antes da criação do selo propriamente dito, existia uma taxa pós-paga e era evitado o seu pagamento de vez que o destinatário não assumia os custos do porte a ser pago no ato da entrega da correspondência.
Atualmente, ele está enterrado na Abadia de Westminster.